# Разъезд 87
Разъе́зд 87 — упразднённый разъезд в Атбасарском районе Акмолинской области Казахстана. Входил в состав Тельманского сельского округа. Код КАТО — 113863109. 

## География
Разъезд располагался в центрально-восточной части района, на расстоянии примерно 11 километров (по прямой) к востоку от административного центра района — города Атбасар, в 8 километрах к северу от административного центра сельского округа — села Тельмана.
Абсолютная высота — 307 метров над уровнем моря.
Ближайшие населённые пункты: город Атбасар — на западе, село Тельмана — на юге.
Через разъезд проходил Южно-Сибирская железнодорожная магистраль, севернее —  автомобильная дорога республиканского значения М-36 «Граница РФ (на Екатеринбург) — Алматы, через Костанай, Астана, Караганда».

## История
Постановлением акимата Акмолинской области от 13 декабря 2013 года № А-11/556 и решением Акмолинского областного маслихата от 13 декабря 2013 года № 5С-20-10 «Об изменении административно-территориального устройства Акмолинской области» (зарегистрированное Департаментом юстиции Акмолинской области 21 января 2014 года № 3976):
- сельский населённый пункт «разъезд 87» — был переведён в категорию иных поселений и исключён из учётных данных;
- поселение упразднённого населённого пункта — вошло в состав села Тельмана (административного центра сельского округа).

## Население
В 1989 году население разъезда составляло 50 человек (из них казахи — 60 %).
В 1999 году население разъезда составляло 225 человек (112 мужчин и 113 женщин). По данным переписи 2009 года, в разъезде проживало 37 человек (20 мужчин и 17 женщин).
| Численность населения | Численность населения | Численность населения |
| 1989                  | 1999                  | 2009                  |
| --------------------- | --------------------- | --------------------- |
| 50                    | ↗225                  | ↘37                   |